# William D’Arcy
William Gerald D’Arcy (* 29. August 1931 in Calgary, Alberta; † 16. Dezember 1999) war ein kanadischer Botaniker. Sein botanisches Autorenkürzel lautet „D'Arcy“.
William D’Arcy studierte zunächst an der University of Alberta Wirtschaftspolitik. Dieses Studium schloss er 1954 ab. Zwischen 1960 und 1966 gehörte ihm in Tortola auf den Britischen Jungferninseln eine Getränkefabrik, die er auch selbst leitete. Während seiner Zeit auf den Jungferninseln entdeckte er seine Leidenschaft für die Flora der Insel. Nachdem ihn mehrere Botaniker dazu ermutigt hatten, begann er an der University of Florida Botanik zu studieren. Seine Masterarbeit beschäftigte sich mit der Gattung der Nachtschatten. Im Anschluss daran nahm er ein Promotionsstudium an der Washington University und dem Missouri Botanical Garden auf. Seine Doktorarbeit beschäftigte sich mit den Nachtschattengewächsen Panamas. Er promovierte 1972 und begann im Anschluss daran für den Missouri Botanical Garden zu arbeiten. D’Arcy entwickelte in den 1980er Jahren die erste große Datenbank für die Erfassung einer länderspezifischen Flora. Er nahm an mehr als vierzig wissenschaftlichen Expeditionen nach Kanada, dem tropischen Amerika, Afrika, Madagaskar und China teil.
Nach ihm wurde unter anderem Larnax darcyana N.W.Sawyer benannt.

## Belege
- Biographie William D’Arcys, aufgerufen am 2. November 2009
- Autoreintrag für William D’Arcy beim IPNI

| Personendaten    | Personendaten               |
| ---------------- | --------------------------- |
| NAME             | D’Arcy, William             |
| ALTERNATIVNAMEN  | D’Arcy, William Gerald      |
| KURZBESCHREIBUNG | US-amerikanischer Botaniker |
| GEBURTSDATUM     | 29. August 1931             |
| GEBURTSORT       | Calgary, Alberta, Kanada    |
| STERBEDATUM      | 16. Dezember 1999           |